# ألكساندروس باباس
ألكساندروس باباس (بالسويدية: Alexandros Pappas)‏ هو لاعب كرة قدم سويدي في مركز الدفاع، ولد في 13 فبراير 1978 في السويد. لعب مع نادي أميين ونادي أورغريته ونادي ماريهامن.

## وصلات خارجية
- ألكساندروس باباس على موقع رابطة كرة القدم الفرنسية للمحترفين (الإنجليزية)
- ألكساندروس باباس على موقع قاعدة بيانات كرة القدم.إي يو (الإنجليزية)